# Gemeinschaft der Eigenen
La Gemeinschaft der Eigenen (GdE, «Comunidad de los propios» o «de los especiales») fue una asociación gay fundada por Adolf Brand en 1903, una de las primeras del mundo, en apoyo de su revista Der Eigene.

## Historia
El grupo fue creado en 1903 tomando como base los abonados de la revista Der Eigene, como una especie de círculo cerrado de lectores y editores de la revista. Las razones para la formación de la asociación son desconocidas, pero Brand mismo comentó en 1925 en un folleto propagandístico que «la GdE se fundó el 1 de mayo de 1903 en Berlín con los colaboradores y lectores de la revista de Arte Der Eigene, para posibilitar su aparición, que en aquel momento estaba en peligro por denuncias y persecución.» Hubert Kennedy ha interpretado la creación del grupo como una intento de escapar a la censura, al no ser una publicación para el público en general, sino para un círculo cerrado, aunque la artimaña no funcionase y Brand fuera condenado a dos meses de prisión en 1903 por editar revistas indecentes. En 1905 consiguieron ganar el reconocimiento de «revista artística» en un juicio.
En el mencionado folleto de 1925 Brand define el grupo como «una asociación privada del escritor Adolf Brand, que está exclusivamente bajo su dirección y administración.» Sin embargo hay un documento fundacional firmado por doce personas:

Der Gemeinschaft der Eigenen ist von ihrem Leiter Adolf Brand, dem Herausgeber der Kunstzeitschrift Der Eigene gegründet worden. Als Unterzeichner des Gründungsstatuts haben mitgewirkt 1. der Schrifsteller Dr. Benedikt Friedländer, der Verfasser der ›Renaissance des Eros Uranos‹ — 2. der Rittergutsbesitzer Wilhelm Jansen, der Gründer des Jung-Wandervogels — 3. der Maler Fidus — 4. der Schriftsteller Caesareon — 5. der Schriftsteller Peter Hille, der erste Kunstkritiker des Eigenen — 6. der Komponist Dr. Richard Meienreis — 7. der Schriftsteller Professor Dr. Paul Brandt — 8. der Schriftsteller Walter Heinrich — 9. der Schriftsteller Dr. Reiffegg — 10. der holländische Marine-Arzt Dr. Lucien von Römer — 11. der Schriftsteller Hanns Fuchs — 12. Frau Regierungsrat Dr. Martha Marquardt.
La Gemeinschaft der Eigenen ha sido fundada por su director Adolf Brand, el editor de la revista de arte Der Eigene. Como firmantes del acta fundacional han participado 1. el escritor Dr. Benedikt Friedländer, autor de Renaissance des Eros Uranos — 2. el dueño de un señorío, Wilhelm Jansen, fundador del Jung-Wandervogel — 3. el pintor Fidus — 4. el escritor Caesareon — 5. el escritor Peter Hille, el primer crítico de arte de Der Eigene — 6. el compositor Dr. Richard Meienreis — 7. el escritor Catedrático Dr. Paul Brandt — 8. el escritor Walter Heinrich — 9. el escritor Dr. Reiffegg — 10. el médico de la marina holandesa Dr. Lucien von Römer — 11. el escritor Hanns Fuchs — 12. la sra. consejera del estado Dr. Martha Marquardt.
Adolf Brand, Die Gemeinschaft der Eigenen. Bund für Freundschaft un Freiheit. Satzung. (Berlín-Wilhelmshagen 1925), p. 2 y 23

Siete de los firmantes también eran miembros del Comité Científico Humanitario (WhK). Las polémicas entre el GdE, sobre todo en textos de Brand, y el WhK son difíciles de entender si se tiene en cuenta que, no sólo estos siete miembros, sino muchos otros pertenecían a ambas asociaciones, que sus respectivas revistas compartían autores y que existían relaciones personales. Es posible que tanto un cierto complejo de inferioridad de Brand, como su rivalidad personal con Hirschfeld influyeran en el hecho.
El grupo usó la técnica del outing, es decir, la exposición pública de la homosexualidad de personas conocidas o influyentes, teniendo en cuenta que el hecho era delito en Alemania en la época. La primera víctima de la técnica fue Kaplan Dasbach, político centrista, juicio que terminó relativamente sin consecuencias para Brand porque Dasbach no tenía demasiado interés en el asunto. En cambio, el escándalo de 1907 estuvo a punto de hacer desaparecer la asociación. En pleno escándalo Eulenburg, Brand acusó al canciller Bernhard von Bülow de ser un homosexual. Como consecuencia, Brand fue condenado a año y medio de prisión; la revista Der Eigene no volvió a publicarse hasta 1919, tras la I Guerra Mundial. Durante esos años la asociación siguió existiendo y los seguidores de Brandt se encontraban sobre todo en 1911 y 12 todos los miércoles hacia las 21:00 en un aparte del restaurante Neues Theater.
Brand fue diversificando su editorial, publicando postales eróticas con jóvenes desnudos en series con el nombre Raza alemana o Raza y belleza, además de algunos libros patrióticos y belicistas. En 1916 Brand fue declarado inocente en un juicio que lo acusaba de «divulgación de fotografías indecentes». Su defensa fue que las fotografías perseguían un fin científico, artístico y de higiene de la raza, pero en ningún caso homoerótico.
El grupo llegó a tener unos 2000 a 3000 miembros, según sus propios datos. El número debe compararse con los casi 50 000 que tenía la mayor de las asociaciones gays de la época, el Bund für Menschenrechte.

## Ideales
Brand, a pesar de haber colaborado inicialmente con Hirschfeld y el Comité Científico Humanitario, desarrolló un punto de vista opuesto al del médico judío. Hirschfeld defendía la existencia de un tercer sexo intermedio, ente el hombre y la mujer, en la línea de Ulrichs y su hombre con alma de mujer. En cambio, los miembros del Gemeinschaft der Eigenen eran seguidores de Elisar von Kupfer y Benedict Friedlaender, cuyo Renaissance des Eros Uranios («El renacimiento del erotismo uranio», 1904) les había impresionado profundamente. Friedlaender defendía en su tratado que la homosexualidad era un deseo normal y fundamental en el ser humano, y se negaba a identificar la homosexualidad con el afeminamiento. Llegaron al punto de negar su relación con la «homosexualidad» en el sentido de Hirschfeld, llamando a sus sentimientos Freundesliebe, el «amor entre amigos». 
Además, consideraban que Hirschfeld había medicalizado la homosexualidad, según observó Harry Oosterhuis, «La mayoría de los autores de Der Eigene eran de la opinión de que sus sentimientos y experiencias no podían ser entendidas en categorías científicas y que el arte y la literatura proveían mejores medios de expresión.» Es decir, no se trataba de un asunto biológico, sino de un asunto cultural. Rechazaban cualquier idea de que el «amor entre amigos» era de alguna manera insalubre o degenerado, existiendo una corriente que lo consideraba incluso superior al amor heterosexual, una actitud que rozaba en la misoginia.
El médico Edwin Bab representaba una posición distinta dentro de la Gemeinschaft der Eingenen. A pesar de oponerse al origen biológico defendido por Hirschfeld, no coincidía por completo con las ideas de Friedlaender y Brand. Consideraba que el movimiento homosexual y el feminista debían ser aliados: ya que todos los hombres eran en realidad bisexuales, los hombres, como alternativa a las relaciones sexuales premaritales y fuera del matrimonio, debían desahogar sus deseos sexuales entre sí, lo que permitiría la desaparición de la prostitución.
Tanto Friedländer como el GdE añoraban una vuelta al ideal griego, negando cualquier papel en la sociedad a la mujer y defendiendo un tipo de pederastia similar al clásico y el eros pedagógico. A pesar de no haber formado parte del GdE y de sus ideales anarquistas que defendían la libertad para la mujer, John Henry Mackay puede ser considerado como un autor típico de este tipo de pensamiento. Hay que dejar claro que ninguno de ellos defendía el sexo con muchachos prepubescentes, así, Mackay se sentía atraído por muchachos de entre los 14 y los 17 años.
El grupo también se encontraba cerca del movimiento nudista alemán, con especial énfasis no tanto en el erotismo del cuerpo, sino en la desnudez misma y la salud, en la fuerza y la determinación. Hacia el final, algunos miembros tuvieron una deriva antisemita, entre ellos Brand, desarrollando una teoría del superhombre homosexual, el héroe, superior al heterosexual. En este sentido, el pensamiento del GdE enlaza con algunos aspectos del nazismo, en su ideal del hombre masculino, aunque su tendencias anarquistas y posteriormente la consciencia de la homofobia nazi mantuvo las distancias. De hecho Brand intentó llegar a una convivencia con el nazismo a través de una carta abierta, que naturalmente no fue posible, pero que le permitió escapar, aunque en la pobreza, a la persecución por su orientación sexual.